# Pardisan

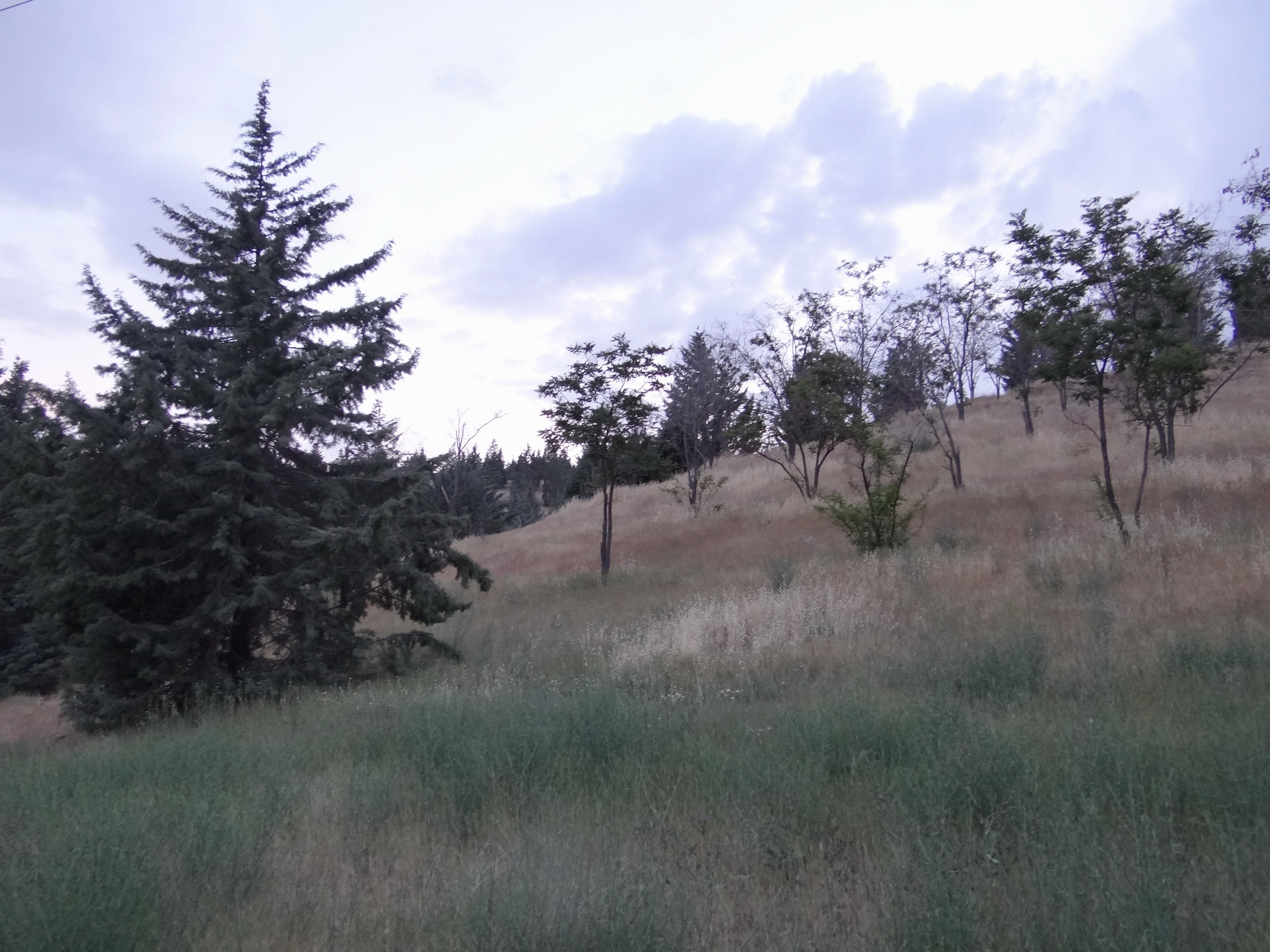
Pardisan Park

Der Pardisan-Park (persisch پارک پردیسان Pārk-e Pardisan; wörtlich: Waldpark der kleinen Weststadt) ist ein multifunktional angelegter Parkkomplex im nordwestlichen Bezirk Schahrak-e Gharb in Teheran. Er grenzt an mehrere Autobahnen und den Stadtteil Mahmudabad. Östlich des Parks befindet sich der Milād-Turm.
Der Park bedeckt eine Fläche von mehr als 270 Hektar und dient in erster Linie Umwelterforschungs- und -erziehungszwecken mit dem Ziel, in unterhaltsamer Weise die Wahrnehmung der Besucher für die Umwelt zu schärfen. Im Park befinden sich ein Museum für Biodiversität, ein Museum für Wild, ein Theater, mehrere Spielplätze und einige weitere Einrichtungen.
Außerdem leben dort auch unterschiedliche Tiere wie die Pallaskatze, eine kleine asiatische Katze, deren Name auf den  Naturforscher Peter Simon Pallas zurückgeht, der sie als erster beschrieb. Pallas zufolge ist anzunehmen, dass der Manul – wie die Katze auch genannt wird – wegen seines langen Fells und flachen Gesichts als ein Vorfahre der Perserkatze anzusehen ist.